# Mletačka utvrda u Puli
44°52′13″N 13°50′44″E / 44.87028°N 13.84556°E
Mletačka utvrda u Puli izgrađena je na najznačajnijem strateškom mjestu pulskoga zaljeva, na brežuljku na kojem su prethodno Histri locirali svoju gradinu, Rimljani castrum, a feudalna gospoda srednjovjekovni kaštel.
Utvrdu je projektirao i vodio izgradnju za mletačku republiku, francuski vojni inženjer Antoine De Ville između 1631. i 1633. godine. 
Bila je dio obrambenog sustava Pule u XVII. st., koji je još uključivao tvrđavu na otoku Sv. Andrije te dva obrambena pojasa (nasipa): prvi približno po trasi današnje ulice Castropole, a drugi po perimetru antičkih i srednjovjekovnih zidina koje su bile rekonstruirane i nasipane radi prilagođavanja tadašnjoj ratnoj taktici obrane i moći naoružanja.

## Vanjske poveznice
|  | Zajednički poslužitelj ima stranicu o temi Mletačka utvrda u Puli    |
|  | Zajednički poslužitelj ima još gradiva o temi Mletačka utvrda u Puli |